# Pierre des Prés

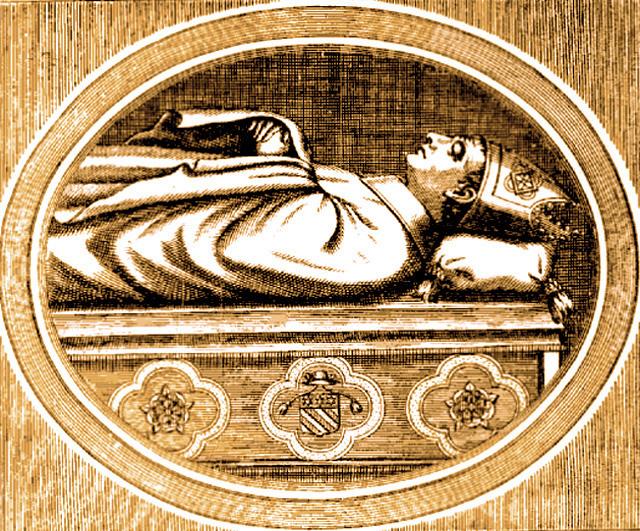
Tekening voor het praalgraf van kardinaal Pierre des Prés in Montpezat, zijn geboortedorp.

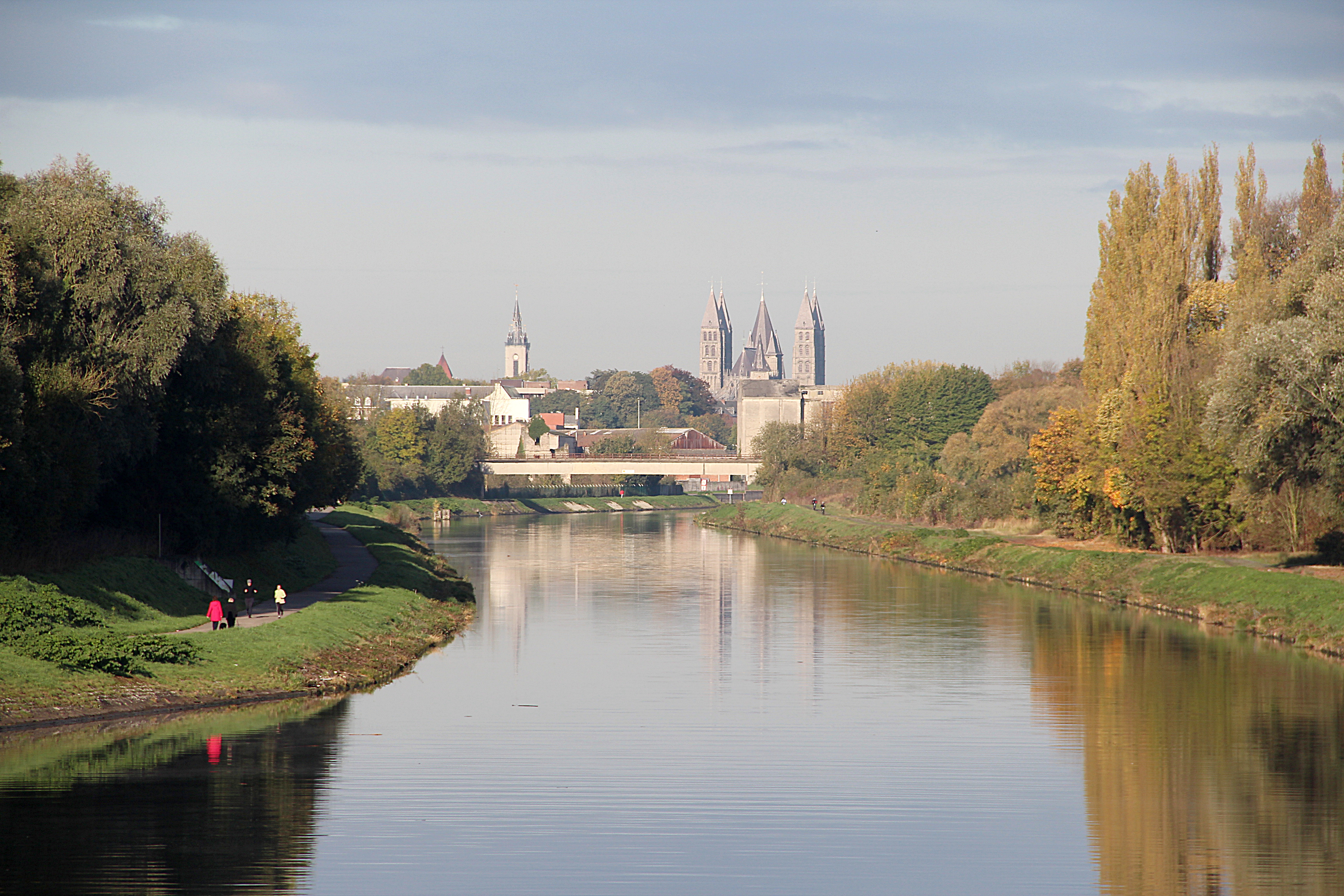
Doornik, belfort en kathedraal

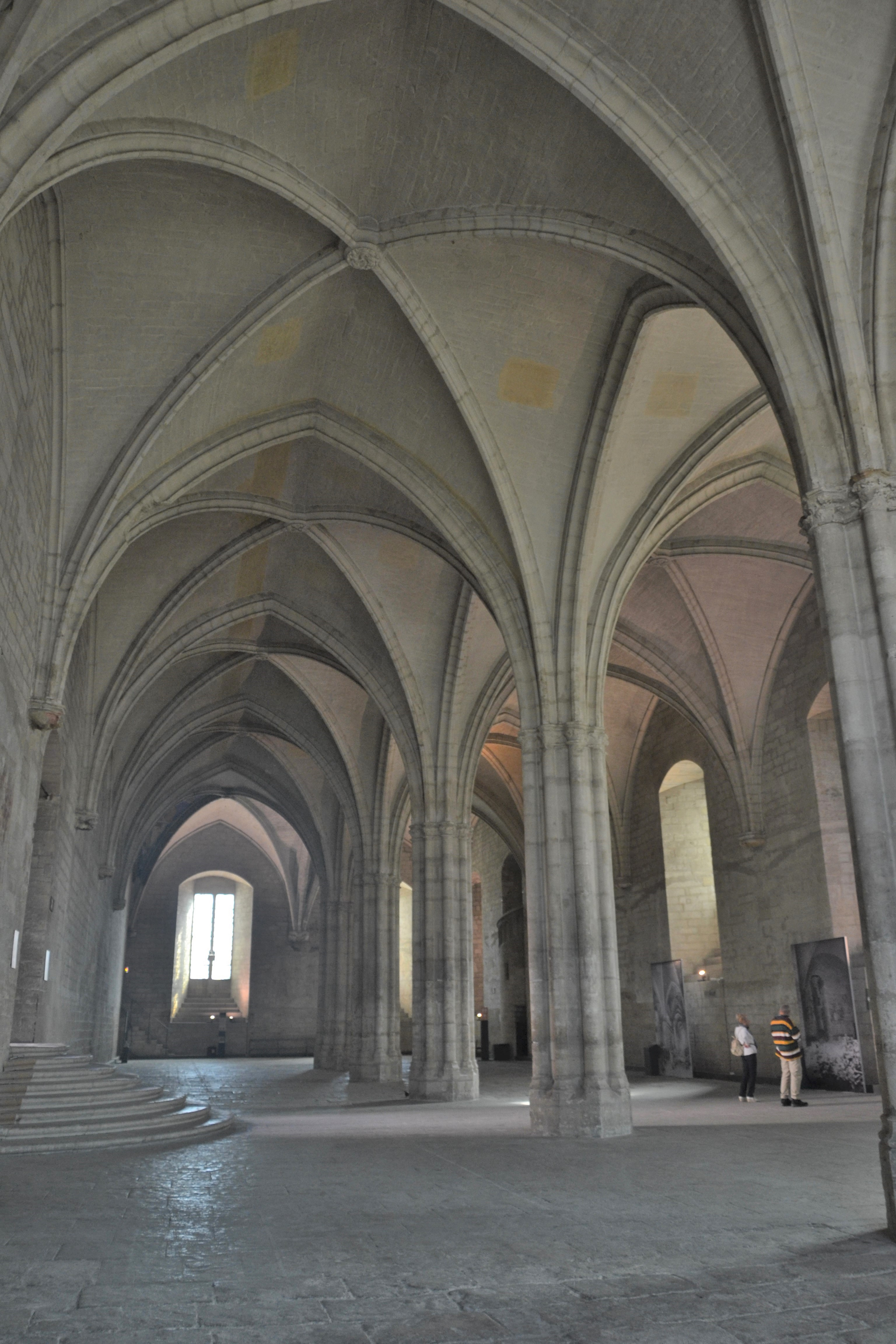
Pausenpaleis van Avignon: de grote ontvangstzaal

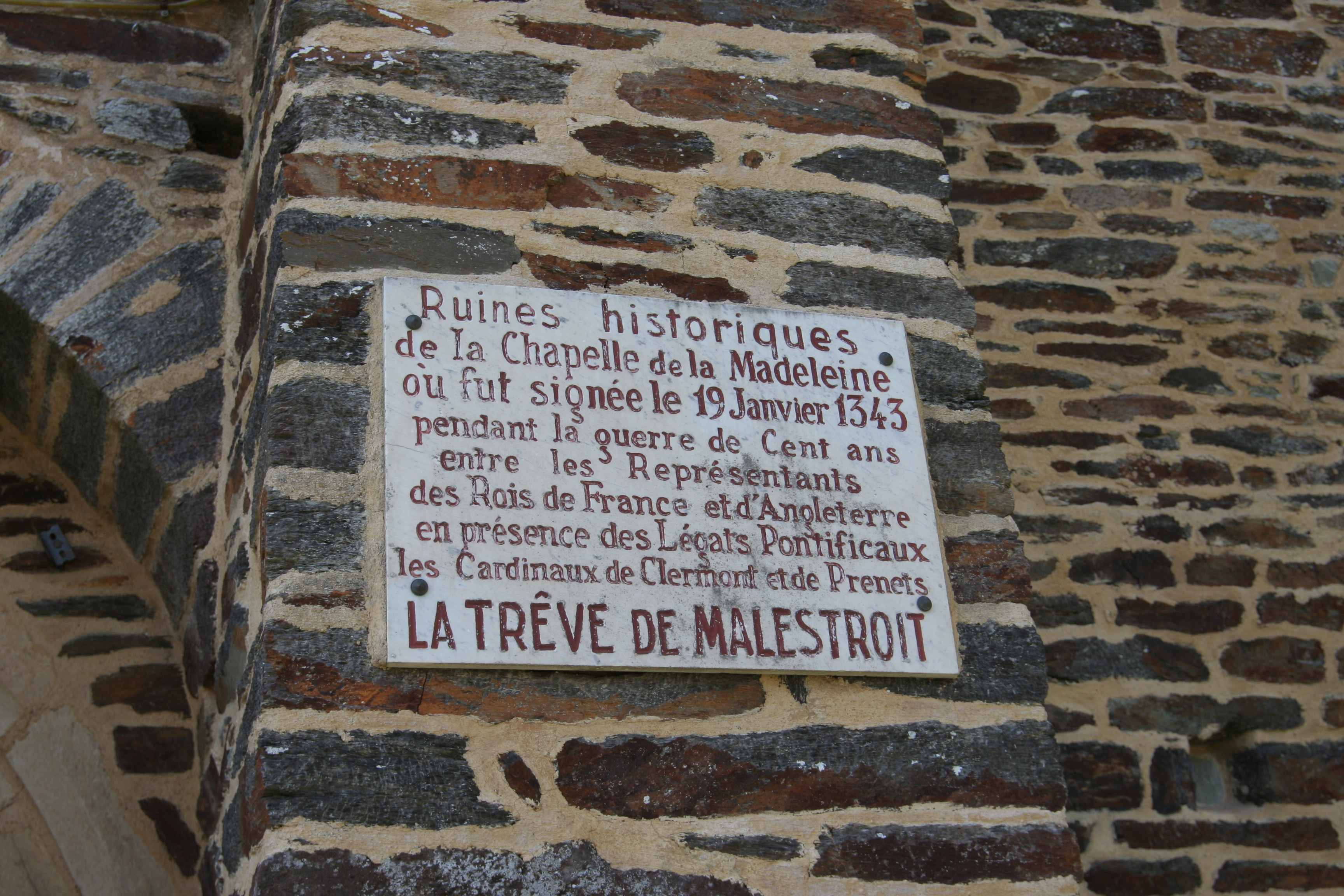
Malestroit in Bretagne: gedenkplaat voor het vredesbestand van de kardinalen des Prés en de Clermont tijdens de Honderdjarige Oorlog.

Pierre des Prés (Montpezat-de-Quercy, circa 1280 – Avignon, 16 mei 1361) was een Frans jurist en kardinaal aan het pauselijk hof van Avignon, tijdens de ballingschap der pausen in de Middeleeuwen. Hij was jarenlang deken van het College van kardinalen alsook vice-kanselier van de Roomse Kerk.

## Levensloop

### Jurist en bisschop
Des Prés werd geboren in de jaren 1280-1282 in de buurt van het dorp Montpezat-de-Quercy, in de provincie Quercy van het koninkrijk Frankrijk. Deze provincie werd kerkelijk bestuurd door de bisschoppen van Cahors. Zijn ouders waren Raimond II des Prés, heer van Montpezat, en Aspasie de Montaigut. Later zou des Prés verklaren dat hij gedoopt was in het kerkje van Saint-Martin in Montpezat. Des Prés sloot zich aan bij de stroming van de legisten. Dit was een beweging gesteund door koning Filips IV van Frankrijk, om met behulp van het burgerlijk recht/Romeins recht, de macht van de Franse Kroon te versterken. Nadat des Prés een doctoraat in het Romeins Recht behaalde aan de universiteit van Toulouse, ontving hij een leerstoel in de rechten aan dezelfde universiteit (1314). Des Prés behoorde tot de eerste lichting professoren aan deze jonge universiteit.
Zijn juridische ervaring bracht hem in 1316 in Avignon, het jaar dat paus Johannes XXII tot paus gekroond werd na 2 jaar gehakketak over de opvolging op de pauselijke troon. Johannes XXII was, zoals des Prés, afkomstig van Quercy. Des Prés was niet de enige jonge ambitieuze geestelijke uit Quercy in de entourage van de nieuwe paus in Avignon.
Des Près begon een juridische carrière aan het pauselijk hof. Hij werd auditeur van de pauselijke rechtbank (1316) en pauselijk kapelaan. Tevens werd hij kanunnik in Saintes en in Doornik alsook proost van het kapittel van Clermont (1316). Dit gaf hem reeds een vast inkomen. Johannes XXII gaf hem meteen een moeilijk juridisch vraagstuk: de kwestie van Hugues Géraud. Géraud was bisschop van Cahors, de geboortestad van paus Johannes XXII. Drie gezanten van Géraud waren gearresteerd in Avignon omdat ze gif op zak hadden. Naar verluidt wilde bisschop Géraud de paus en twee kardinalen vergiftigen. Rond Géraud was er een groep van ontevreden geestelijken ontstaan die de pausverkiezing van Johannes XXII verwierpen. De meesten waren aanhangers van de overleden paus Clemens V. Clemens V was de eerste paus in Avignon. De kwestie was delicaat omdat gezaghebbende figuren Géraud steunden. Zo ging het onder meer om de aartsbisschop van Toulouse en zijn medestander en gewapende handlanger, burggraaf Bruniquel. Des Prés toonde in het proces aan dat bisschop Géraud wassen beelden van de paus en van kardinalen doorprikte met een zilveren stilet, als een soort voodoopop. Des Prés toonde ook aan dat het gif een brouwsel was en dus een teken was van tovenarij. Des Prés hanteerde alle mogelijke juridische argumenten om de drie gifmengers ter dood te veroordelen, alsook bisschop Géraud af te zetten wegens tovenarij. Tijdens het proces stierf onverwacht een neef van de paus, de jonge kardinaal de Via. Voor de rechters en voor des Prés was het duidelijk dat bisschop Géraud een tovenaar was; Géraud werd gearresteerd en ter dood veroordeeld op de brandstapel. De aartsbisschop van Toulouse verloor zijn aartsbisdom doch zijn leven werd gespaard. Des Prés hield zich verder bezig met kardinalen die meenden dat zij ook betoverd waren, zodat de zaak van de tovenarij niet uit de hand liep.
Paus Johannes XXII was zo tevreden over des Prés dat deze bisschop van Riez werd (1318). Hetzelfde jaar nog werd des Prés bevorderd tot aartsbisschop van Aix-en-Provence, nadat de aartsbisschop aldaar moest opstappen. Zowel Riez als Aix-en-Provence lagen in het Heilige Roomse Rijk, en niet in Frankrijk.
Johannes XXII gaf hem de moeilijke taak een juridische oplossing te vinden voor de tweedracht in de Orde der Franciscanen. Voor- en tegenstanders van de armoede stonden lijnrecht tegenover elkaar. Des Prés koos de kant van de paus, en dus van de conventuelen, de fractie die meende dat de Franciscanen bezittingen mochten hebben.

### Kardinaal en diplomaat

#### Paus Johannes XXII
Er volgde voor des Prés een kardinaalshoed in 1321: eerst was hij kardinaal-priester van de Santa Pudenziana in Rome en in 1323 werd hij bevorderd tot kardinaal-bisschop van Palestrina. Een handlanger van voormalige bisschop Géraud, namelijk Pierre de Saleilles, kwam in opstand tegen de paus van Avignon. De geheime politie van de paus arresteerde Pierre de Saleilles in Payerne, ondanks het feit dat deze onder een schuilnaam leefde. De paus droeg des Prés op het proces tegen deze opstandeling te leiden. Ook hier kon des Prés bewijzen dat er wassen beelden in het spel waren om de paus (en zijn medestanders) te betoveren.
In 1325 werd hij vice-kanselier van de Roomse Kerk, wat hem binnen bracht in de kring van intimi van paus Johannes XXII.
Des Prés hervormde de statuten van de universiteit van Toulouse in 1329.
Zijn grote beschermheer, Johannes XXII, stierf in 1334. Des Prés stond mee aan het sterfbed. 

#### Paus Benedictus XII
Met paus Benedictus XII bleek de carrière van kardinaal des Prés niet ten einde. Deze werd deken van het College van Kardinalen en hield daarmee toezicht op alle kardinalen in Avignon. Hij bemiddelde opnieuw in de ruzie van Franciscanen over de verplichting tot armoede.
Kardinaal des Prés steunde financieel bouwwerken. In zijn geboortedorp Montpezat liet hij een kapittelkerk bouwen, en in Avignon, de kapittelkerk Saint-Pierre, genoemd naar zijn naam Pierre. De kardinaal schonk verder liturgische kledij met rode koorkappen voor de kanunniken, alsook voor de proost van het kapittel ringen en andere juwelen. Zelf liet hij een stadspaleis optrekken in Avignon, alsook een landgoed buiten de stad. In zijn hofhouding liet kardinaal des Prés zich omringen door familieleden en mensen afkomstig uit Quercy.
Op vraag van Benedictus XII liet des Prés het pauselijk paleis van Avignon verfraaien met nieuwe appartementen.
In 1342 trad kardinaal des Près op het diplomatieke toneel. Hij bemiddelde tussen de twee oorlogvoerende vorsten van de Honderdjarige Oorlog van die tijd: Filips VI van Frankrijk en Eduard III van Engeland. Dit was niet eenvoudig want Engelsen verdachten des Prés van Franse sympathieën en Fransen verdachten de paus van Engelse sympathieën. Samen met kardinaal de Clermont bereikte hij een wapenstilstand in 1343. De wapenstilstand werd ondertekend in Malestroit, in het koninkrijk Bretagne. Diplomaten van beide vorsten ondertekenden het in de Chapelle de la Madeleine. Deze kapel bestaat niet meer doch een herdenkingsplaat herinnert aan het diplomatieke werk van de pauselijke legaten des Près en de Clermont. Het bestand had een duurtijd van drie jaar. In 1346 werd inderdaad de bloedige veldslag in Crécy uitgevochten.
In 1346 vertegenwoordigde kardinaal des Prés de paus bij de kroning van keizer Karel IV van het Heilige Roomse Rijk.

#### Paus Innocentius IV
In zijn lange staat van dienst als vicekanselier van de Roomse Kerk maakte hij de pausverkiezing mee van paus Innocentius VI (1352). In 1361 stierf de bejaarde des Prés aan de pest. Heel Avignon was getroffen door de pest. Pas in 1362 kon hij begraven worden in de kapittelkerk van Montpezat zoals zijn testament het voorschreef.
- Gemeinsame Normdatei: 102477795
- Virtual International Authority File: 71785470